# Pixel 9a
Pixel 9a，是由Google发布的Android智能手机，为Pixel 9系列的对应中端价位机型，同时也是继Pixel 8a后，Google推出的又一款中端价位Pixel手机。该机型于2025年3月19日正式公布，因组件质量问题而推迟至2025年4月在全球部分国家和地区正式发售。